# Joe Egan
Joseph "Joe" Egan (Paisley, 18 de octubre de 1946-6 de julio de 2024) fue un músico y compositor escocés, fundador de la banda de folk rock escocesa Stealers Wheel junto a su amigo y excompañero de escuela Gerry Rafferty.

## Primeros años
Egan nació en Paisley, Escocia en 1946. Asistió a la St Mirin's Academy donde conoció a Gerry Rafferty y junto a éste tocaba en pequeñas bandas británicas, entre las cuales eran The Sensors y The Marericks. También trabajaba como músico de sesión.

## Stealers Wheel
Hacia 1972, Egan y Rafferty formaron el grupo de folk rock Stealers Wheel. Después de la publicación de dos sencillos sin éxito logrado, la canción "Stuck in the Middle With You" —que Egan había compuesto con Rafferty— se convirtió en un éxito en 1973, alcanzando el Top Ten tanto en el Reino Unido como en Estados Unidos. Posteriormente, la banda obtuvo algunos éxitos menores, algunos de ellos era la canción "Star" escrita por Egan, pero el estancamiento de las cifras de ventas y las diferencias musicales condujeron finalmente al deterioro y a la separación de la banda en 1975.

## Carrera en solitario
Egan grabó su primer álbum de estudio titulado Out of Nowhere, pero no fue publicado hasta 1979, cuando él y Rafferty se encontraban obligados a no editar las grabaciones por tres años. El primer sencillo publicado por Egan "Back on the Road" logró un éxito menor. Luego de esto editó su segundo sencillo "Out of Nowhere".
En 1981, se publicó su segundo álbum de estudio Map, este trabajo no recibió críticas ni obtuvo éxito comercial, tampoco se lanzaron sencillos para su promoción. A partir de ahí, Egan no siguió grabando ni editando material y se retiró de la industria musical, aunque brevemente se reunió con Rafferty para colaborar con la voz en algunas canciones del álbum de 1992 titulado On a Wing and a Prayer. Egan solía trabajar en el cine cuando era joven, tenía 14 años cuando de la nada se incendió el cine en el que trabajaba y fue entonces cuando de esa experiencia se le ocurrió la idea de componer la canción "Out of Nowhere".

## Vida personal
Desde 2005, Egan residía en Renfrewshire donde dirigía una empresa editorial.

## Discografía
- 1979 - "Out Of Nowhere"

1. "Back on the Road"
2. "Ask For No Favour"
3. "Natural High"
4. "Why Let It Bother You"
5. "The Last Farewell"
6. "Freeze"
7. "Pride"
8. "No Time For Sorrow"
9. "Leavin It All Behind"
10. "Out Of Nowhere"

- 1981 – Map

1. "Tell Me All About It"
2. "Survivor"
3. "Stay As You Are"
4. "Diamonds"
5. "Maker on the Make"
6. "Miss Match"
7. "Heat of the Moment"
8. "Price Of Love"
9. "A Little Bit Of Magic"
10. "Front Line"